# Missen-Wilhams
Missen-Wilhams é um município da Alemanha, situado no distrito de Oberallgäu, no estado da Baviera. Tem 34,96 km² de área, e sua população em 2019 foi estimada em 1.442 habitantes.